# Cesare Pavese
Cesare Pavese (9. september 1908 i Santo Stefano Belbo – 27. august 1950 i Torino) var en italiensk forfatter, litteraturkritiker og oversætter.
Pavese fik sin debut som lyriker, men udgav senere mange romaner; disse udgør den vigtigste del af hans forfatterskab. Som forlagsmedarbejder ved Einaudi fra 1936 stod han for introduktionen af ny amerikansk litteratur i Italien. 
Han færdedes i antifascistiske kredse og blev i 1935 arresteret og dømt for at være i besiddelse af et brev fra en politisk fange. Efter 2. verdenskrig meldte han sig ind i Partito Comunista Italiano og blev ansat på partiorganet L'Unità. 
I 1950 begik han selvmord efter flere år med store personlige problemer.
1. ↑  Navnet er anført på bokmål og stammer fra Wikidata hvor navnet endnu ikke findes på dansk.
2. ↑  Navnet er anført på engelsk og stammer fra Wikidata hvor navnet endnu ikke findes på dansk.
3. ↑  Navnet er anført på svensk og stammer fra Wikidata hvor navnet endnu ikke findes på dansk.
4. ↑  Navnet er anført på engelsk og stammer fra Wikidata hvor navnet endnu ikke findes på dansk.
5. ↑  Navnet er anført på engelsk og stammer fra Wikidata hvor navnet endnu ikke findes på dansk.